# Gunnar Samuelsson (teolog)
Gunnar Samuelsson, född 1966, är en svensk teolog och pastor i Equmeniakyrkan. Han är sedan 2010 universitetslektor i Nya testamentet vid Institutionen för litteratur, idéhistoria och religion vid Göteborgs Universitet.

## Biografi
Samuelsson började sina teologiska studier vid Götabro Missionsskola, Helgelseförbundets teologiska seminarium 1989. Därefter följde studier i religionsvetenskap och klassiska språk vid Göteborgs universitet samt studier vid Teologiska högskolan Stockholm. Han ordinerades som pastor i Svenska Missionsförbundet 1998. Samuelsson disputerade i maj 2010 på avhandlingen Crucifixion in Antiquity: An Inquiry into the Background of the New Testament Terminology of Crucifixion som väckt uppmärksamhet internationellt. Förlagsversionen släpptes i New York i augusti 2011. Den första upplagan sålde slut på ett år och en andra uppdaterad upplaga utkom hösten 2013. Boken har fått ett gott mottagande.
Samuelsson undervisar nytestamentlig grekiska och Nya testamentet, men har tidigare främst undervisat i antikens historia, biblisk tidshistoria och Gamla testamentet i kyrkorelaterade sammanhang och på folkhögskolor. Som kuriosa kan nämnas att Samuelsson har svart bälte i WTF Taekwondo och är utbildad instruktör i Hapkido, aktiv vid Kaidi Taekwondo, i Göteborg. 